# Yola (cantante)
Yolanda Quartey, más conocida como Yola, es una cantante, modelo y compositora inglesa. Fue cantante principal de la banda Phantom Limb. Ha cantado coros para artistas como Massive Attack, The Chemical Brothers e Iggy Azalea. Yola fue reconocida por sus nominaciones en los premios de música Grammys del 2020.  incluyendo una nominación a "Mejor Nuevo Artista"

## Discografía

### Sola
- Orphan Offering EP (2016)
- Walk Through Fire (2019)
- Stand For Myself (2021)

### con Phantom Limb
- Phantom Limb (debut homónimo, 2008)
- Phantom Limb (reeditado en octubre de 2009)
- Live in Bristol (Lanzado en 2009)
- The Pines (Lanzado en febrero de 2012)

## Premios y nominaciones
| Premio                           | Año  | Nominado                | Categoría                                 | Resultado | Ref.          |
| -------------------------------- | ---- | ----------------------- | ----------------------------------------- | --------- | ------------- |
| Americana Music Honors & Awards  | 2019 | Yola                    | Artista emergente del año                 | Nominada  | [ 3 ]         |
| Americana Music Honors & Awards  | 2019 | Walk Through Fire       | Álbum del año                             | Nominado  | [ 3 ]         |
| Americana Music Honors & Awards  | 2020 | Yola                    | Artista del año                           | Nominada  | [ 4 ]         |
| Country Music Association Awards | 2021 | Yola                    | Premio al logro internacional             | Nominada  | [ 5 ]         |
| Grammy Awards                    | 2020 | Yola                    | Mejor artista nuevo                       | Nominada  | [ 6 ]         |
| Grammy Awards                    | 2020 | Walk Through Fire       | Mejor álbum de americana                  | Nominado  | [ 6 ]         |
| Grammy Awards                    | 2020 | «Faraway Look»          | Mejor interpretación de raíces americanas | Nominada  | [ 6 ]         |
| Grammy Awards                    | 2020 | «Faraway Look»          | Mejor canción de raíces americanas        | Nominada  | [ 6 ]         |
| Grammy Awards                    | 2022 | Stand for Myself        | Mejor álbum de americana                  | Nominado  | [ 7 ]         |
| Grammy Awards                    | 2022 | «Diamond Studded Shoes» | Mejor canción de raíces americanas        | Nominada  | [ 7 ]         |
| UK Americana Awards              | 2017 | Yola                    | Artista británico del año                 | Ganadora  | [ 8 ] [ 9 ]   |
| UK Americana Awards              | 2020 | Yola                    | Artista británico del año                 | Ganadora  | [ 10 ]        |
| UK Americana Awards              | 2020 | Walk Through Fire       | Álbum británico del año                   | Ganador   | [ 10 ]        |
| UK Americana Awards              | 2022 | Yola                    | Artista británico del año                 | Ganadora  | [ 11 ] [ 12 ] |
| UK Americana Awards              | 2022 | Stand for Myself        | Álbum británico del año                   | Ganador   | [ 11 ] [ 12 ] |